# PFC Lokomotiv Sofia
PFC Lokomotiv Sofia är en bulgarisk fotbollsklubb från huvudstaden i landet, Sofia. Klubben grundades den 28 oktober 1929, som "ZHSK". Klubben var ihopmorfad med PFK Slavija Sofia mellan 1969 och 1971 och är starkt förenat med bulgariska järnvägsarbetare. Lokomotiv Sofia har vunnit det bulgariska mästerskapet 4 gånger (1940, 1945, 1964 och 1978) samt den bulgariska cupen 4 gånger (1948, 1953, 1982 och 1995). I Europacupen 1964-65 mötte man Malmö FF och vann första matchen hemma med 8-3 men förlorade borta med 0-2.

## Placering tidigare säsonger
| Säsong  | Nivå | Liga       | Placering | Webbplats | Notering                   |
| ------- | ---- | ---------- | --------- | --------- | -------------------------- |
| 2016/17 | 2    | Vtora liga | 6         | [ 1 ]     |                            |
| 2017/18 | 2    | Vtora liga | 2         | [ 2 ]     | Uppflyttad till Parva liga |
| 2018/19 | 2    | Vtora liga | 8         | [ 3 ]     |                            |
| 2019/20 | 2    | Vtora liga | 4         | [ 4 ]     |                            |
| 2020/21 | 2    | Vtora liga | 2         | [ 5 ]     | Uppflyttad till Parva liga |
| 2021/22 | 1    | Parva liga | 11        | [ 6 ]     |                            |
| 2022/23 | 1    | Parva liga | 9         | [ 7 ]     |                            |
| 2023/24 | 1    | Parva liga | 12        | [ 8 ]     |                            |

## Trupp 2021/22
Uppdaterad: 19 juli 2021
| Nr | Land      | Pos | Namn                   |
| -- | --------- | --- | ---------------------- |
| 1  | Bulgarien | MV  | Tsvetomir Vitkov       |
| 2  | Portugal  | F   | Celso Raposo           |
| 3  | Bulgarien | F   | Mario Petkov (kap.)    |
| 4  | Bulgarien | F   | Miki Orachev           |
| 6  | Bulgarien | MF  | Mihail Ivanov          |
| 7  | Bulgarien | MF  | Aleksandar Aleksandrov |
| 9  | Algeriet  | A   | Karim Bouhmidi         |
| 11 | Schweiz   | MF  | Raël Lolala            |
| 14 | Bulgarien | MF  | Valentin Nikolov       |
| 15 | Bulgarien | MF  | Luka Ivanov            |
| 16 | Bulgarien | MF  | Denis Stefanov         |
| 20 | Bulgarien | MV  | Zharko Istatkov        |

| Nr | Land      | Pos | Namn                 |
| -- | --------- | --- | -------------------- |
| 22 | Bulgarien | MF  | Vladimir Semerdzhiev |
| 23 | Bulgarien | F   | Martin Vasilev       |
| 24 | Bulgarien | MV  | Aleksandar Lyubenov  |
| 26 | Bulgarien | MF  | Krasimir Miloshev    |
| 30 | Bulgarien | MF  | Kaloyan Stefanov     |
| 77 | Bulgarien | MF  | Martin Stoilov       |
| 89 | Bulgarien | F   | Plamen Krachunov     |
|    | Grekland  | F   | Giorgos Katsikas     |
|    | Bulgarien | MF  | Hristo Ivanov        |
|    | Bulgarien | MF  | Bozhidar Katsarov    |
|    | Brasilien | MF  | Jonata Machado       |
|    | Bulgarien | MF  | Hristiyan Chipev     |